# جامعة ألباني
جامعة ولاية نيويورك في ألباني، يشار إليها عادةً باسم جامعة ألباني أو ألباني أو جامعة ولاية نيويورك ألباني (بالإنجليزية: University at Albany, SUNY)‏، هي جامعة بحثية عامة لها فروع في ألباني ورينسيلار وجيلدرلاند بنيويورك. تأسست عام 1844، وهي واحدة من عدد قليل من "المراكز الجامعية" لنظام جامعة ولاية نيويورك.
تضم الجامعة 16648 طالبًا في تسع مدارس وكليات، تقدم 50 تخصصًا جامعيًا و125 برنامجًا للدراسات العليا. تشمل الخيارات الأكاديمية للجامعة مجالات جديدة وناشئة في السياسة العامة، والأمن الداخلي، والعولمة، والدراسات الوثائقية، والتكنولوجيا الحيوية، والمعلوماتية.